# Coolsingelziekenhuis
Het Grote Ziekenhuis of Coolsingelziekenhuis is een voormalig Rotterdams ziekenhuis. Het gebouw stond op de hoek van de Van Oldenbarneveltstraat en de Coolsingel. De oorspronkelijke architect was Willem Nicolaas Rose (1801 – 1877).

## Geschiedenis
Het ziekenhuis werd tussen 1839 en 1848 gebouwd en in de jaren 1880 aan de achterkant uitgebreid.

De eerste directeur was Dr. J.B. Molewater (1813 – 1864). Molewater hanteerde het 'profijtbeginsel', je betaalde voor wat je kreeg en had daardoor rechten die men in het Gasthuis niet had, daar was je afhankelijk van de 'relatie die je opbouwde met de doktoren'.
Tot die tijd was het gebruikelijk dat de hogere klassen zich thuis lieten verplegen, want die konden dit betalen. Door de introductie van verschillende verpleegklassen dacht Molewater de financiering van heel zijn ziekenhuis gezond te houden. Voor 1853 nam het Coolsingelziekenhuis zelfs alleen maar betalende patiënten aan, de rest moest zich behelpen met het oude Gasthuis.
Het ziekenhuis leed in de beginperiode grote verliezen. De gemeente subsidieerde het ziekenhuis al fors en was bovendien bang dat als ze alles zouden betalen, de diaconieën ook al hun patiënten zouden gaan doorsturen naar het Coolsingelziekenhuis. Men stelde toen nog prijs op een sterke scheiding van staat en kerk, ieder moest voor zichzelf zorgen. Uiteindelijk kwam men tot het besef dat enige coördinatie toch voordelen zou bieden en dus zouden in het Coolsingelziekenhuis ook 'armlastigen' worden geaccepteerd, ook al werden die gestuurd door de diaconieën. Ook toen al kon men berekenen dat bij een hoge subsidie een paar extra gratis patiënten echt geen verschil meer zou maken. Het uiteindelijke doel was dat zoveel mensen als mogelijk van het ziekenhuis gebruik zouden gaan maken: leegstand is altijd duurder en hoe meer patiënten hoe hoger de omzet, dacht men.
Vanuit heel Europa kwam men op bezoek in het modernste ziekenhuis van Europa, het Coolsingelziekenhuis. In 1864 overleed Molewater en het ziekenhuis verloor al snel zijn voorsprong op andere ziekenhuizen.
Het ziekenhuis was door Rose opgezet als een corridorziekenhuis, later werd de trend meer een ziekenhuis met verschillende paviljoens en barakken, nodig voor de behandeling van besmettelijke ziekten.
Molewater had altijd meer gepleit voor een integraal ziekenhuis, maar mensen wilden toen niet graag verpleegd worden naast een cholerapatiënt en dus liepen de inkomsten van het ziekenhuis snel terug. Er werd gezocht naar een oplossing in de vorm van dependances.
In 1872 werd het via een wet zelfs verplicht om aparte dependances voor besmettelijke ziekten in te richten en dus ontstonden er de volgende dependances van het Coolsingelziekenhuis:
- 1870 : Schiedamsesingel
- 1871 : Witte de Withstraat
- 1871 : Nieuwsteeg
- 1882 : Waaggebouw aan de Punt
- 1884 : Katendrecht, Charlois, Ruigeplaat
- 1885 : Exercitieveld
- 1893 : Feijenoorddijk
- 1931 : Quarantaine station voor zeevarenden op de Beneden Heijplaat

Bij het ontwerp van het Coolsingelziekenhuis was geen rekening gehouden met de onverwacht snelle bevolkingsgroei na 1850. Bovendien was de bevolkingsaanwas vooral een gevolg van het toenemen van de 'sociaal zwakkeren' die veel smeriger werk en huisvesting hadden en dus veelal eerder een beroep op het ziekenhuis moesten doen.
In 1888 werd in feite een tweede ziekenhuis gebouwd achter het Rose ziekenhuis. In vier barakken konden nu tegelijk 500 patiënten worden verpleegd, maar het was al snel wéér onvoldoende.

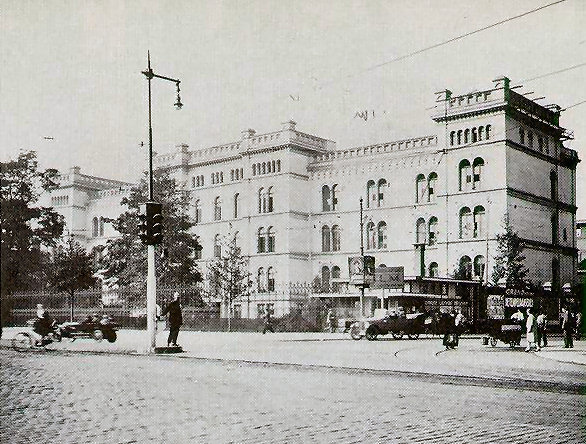
Coolsingelziekenhuis in de jaren twintig

In de 50 jaar erna werden er meerdere ziekenhuizen meer decentraler dan het Coolsingelziekenhuis gebouwd:
- 1863 : Sint Antoniusgesticht (katholiek)
- 1889 : Eudokia ziekenhuis (gereformeerd)
- 1892 : Bethesdaziekenhuis (hervormd)
- 1892 : Diaconessenhuis (hervormd)
- 1892 : Sint Franciscus Gasthuis (katholiek)
- 1908 : Bergwegziekenhuis
- 1938 : Zuiderziekenhuis

Daarnaast kreeg Rotterdam ook een aantal gespecialiseerde ziekenhuizen:
- 1863 : Sophia Kinderziekenhuis
- 1879 : Het Oogziekenhuis
- 1890 : Sanatorium
- begin 20e eeuw : Goudsesingel Zuigelingenkliniek
- 1937 : Havenziekenhuis voor tropische ziekten etc.

Het voormalige Pest- en Dolhuis op de Hoogstraat werd gebruikt voor de verpleging van krankzinnigen. In 1884 kwam de Wet op de Krankzinnigenzorg, waardoor ook Rotterdam deze inrichting moest moderniseren. Men besloot uiteindelijk tot nieuwbouw ver weg: in Poortugaal werd al rond de eeuwwisseling een terrein aangekocht waar aanvankelijk de psychiatrische inrichting Maasoord werd gesticht die weer later overging in het Deltaziekenhuis.

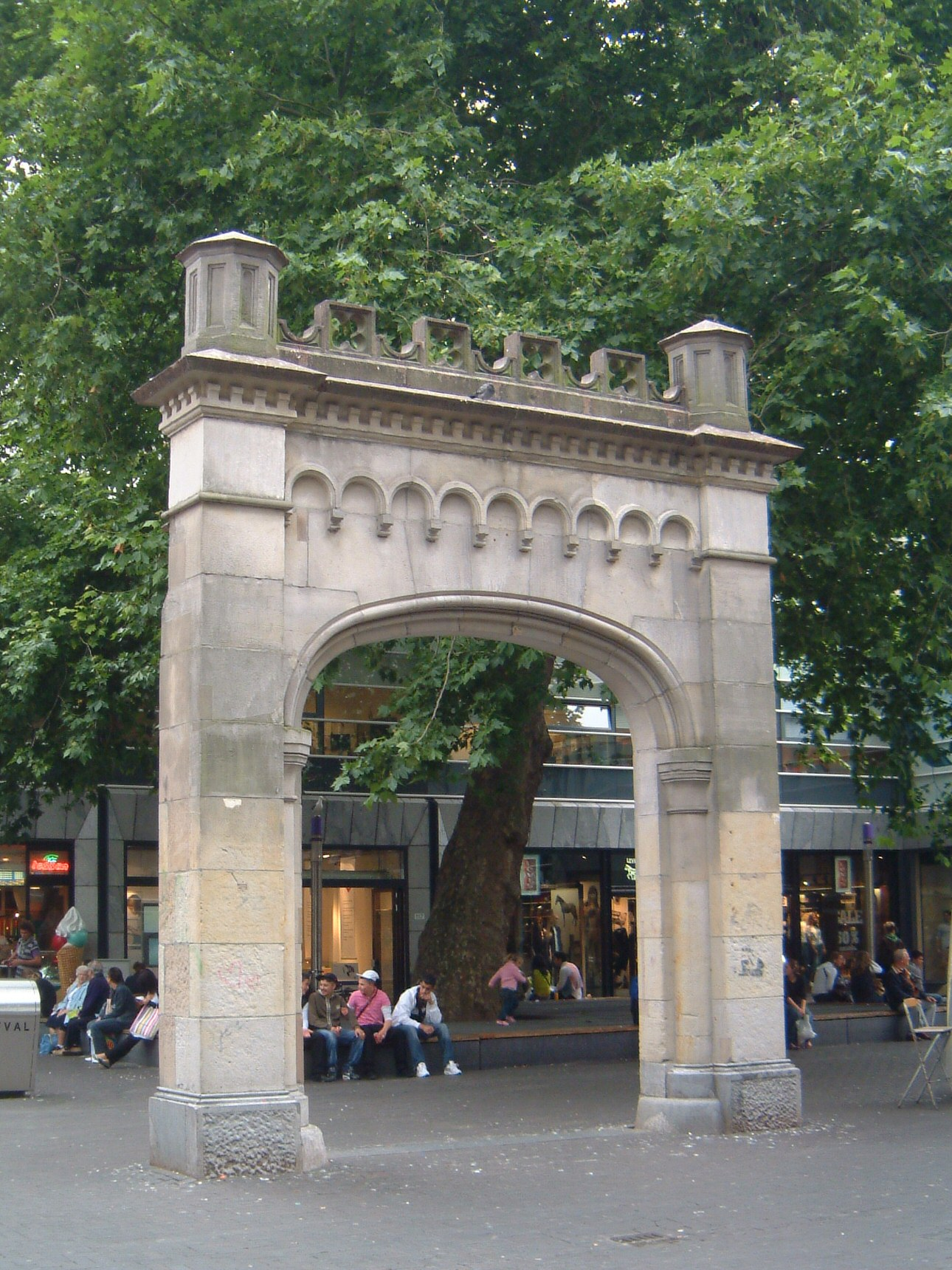
Ook de plataan achter de poort is van een vooroorlogs kaliber (2007)

## Vernietiging en herinnering
Tijdens het bombardement van Rotterdam in 1940 werd het ziekenhuis ondanks een groot rood kruis op het dak zwaar beschadigd. De patiënten konden maar ternauwernood worden geëvacueerd. Alleen de buitenmuren stonden nog overeind, evenals de toegangspoort aan de achterzijde van het gebouw, aan de toenmalige Crispijnlaan. Een aantal paviljoens overleefden de oorlog en bleven tot december 1960 in gebruik.
In 1941 werd, op de plek waar het hoofdgebouw van het ziekenhuis stond, begonnen met de bouw van het bankgebouw van de Rotterdamsche Bank. Dit bankgebouw werd in 1948 opgeleverd. In 1949 werd begonnen met de aanleg van de Lijnbaan, die bij de opening in 1953 nog doodliep op een blinde muur van het restant van het ziekenhuis. Pas na de sloop in de jaren 60, toen Dijkzigt het stokje had overgenomen van het Coolsingelziekenhuis, werd de Lijnbaan verder doorgetrokken tot aan het Binnenwegplein. De Coolsingelpoort is op het Lijnbaanplein heropgebouwd, 180 graden gedraaid ten opzichte van zijn oorspronkelijke positie. Ook de naastgelegen plataan stamt van voor de oorlog. Samen vormen ze de enige tastbare herinnering aan het Coolsingelziekenhuis. 
In 2006 waren er plannen om de poort te schenken aan het Erasmus Medisch Centrum zodat hij een plek zou krijgen bij de nieuwbouw. Het Historisch Genootschap Roterodamum wist de lokale politiek te bewegen om dit tegen te houden, opdat de herinnering aan het Coolsingelziekenhuis bleef.